# Hjärntvättad
Hjärntvättad (engelska: The Manchurian Candidate) är en amerikansk politisk thrillerfilm från 1962 i regi av John Frankenheimer. Filmen handlar om en amerikansk soldat som hjärntvättas till att bli en ovetande lönnmördare som del av en kommunistisk konspiration som i hemlighet vill ta makten i USA. I huvudrollerna ses Frank Sinatra, Laurence Harvey och Janet Leigh.

## Handling
Under Koreakriget kidnappas en grupp amerikanska soldater av sovjetiska soldater som för dem till Manchuriet, i Kina där de hjärntvättas av kinesiska psykologer. Raymond Shaw (Laurence Harvey), en hatad sergeant i gruppen, blir utvald till att hjärntvättas till lönnmördare, vars programmering utlöses när han blir visad spelkortet ruter dam. Han utför då blint de order han får och glömmer efteråt helt vad han gjort. Gruppen hjärntvättas till att tro att Shaw räddat dem undan fienden, vilket han får en Medal of Honor för. Detta används av Shaws föräldrar Eleanor Iselin (Angela Lansbury) och hans styvfar senator John Yerkes Iselin (James Gregory) till att gagna senator Iselins politiska karriär, han är ute efter vicepresidentposten i det kommande presidentvalet. 
Senatorn är en demagogisk kommunistjägare liknande Joseph McCarthy, men Eleanor Iselin är i hemlighet en kommunistisk agent som kontrollerar Shaw och som i mångt och mycket bestämmer vad hennes make gör. Hon planerar att använda Shaw till att mörda presidentkandidaten under nomineringskonventet. Senator Iselin (som då automatiskt blir presidentkandidat) ska sedan hålla ett i förväg skrivet, passionerat antikommunistiskt tal som ska säkra presidentvalet åt honom. Med mordet som förevändning ska han sedan införa ett extremt undantagstillstånd som gör slut på demokratin i USA. Genom Eleanor Iselin kommer kommunisterna då att kontrollera USA.
Under tiden undersöker Bennett Marco (Frank Sinatra), som var kapten för den kidnappade gruppen, sina misstankar att något inte står rätt till med det som hände dem i Korea. Han plågas av drömmar av det som hände i verkligheten, och andra medlemmar i gruppen har liknande upplevelser. Marco tycks inte lyckas övertyga Shaw om att något är fel när han tar kontakt med honom. 
Shaw tar sig till nomineringskonventet med ett gevär, men i sista stund skjuter han Eleanor och senator Iselin i stället för presidentkandidaten. Han begår sedan självmord bärande sin Medal of Honor.

## Rollista

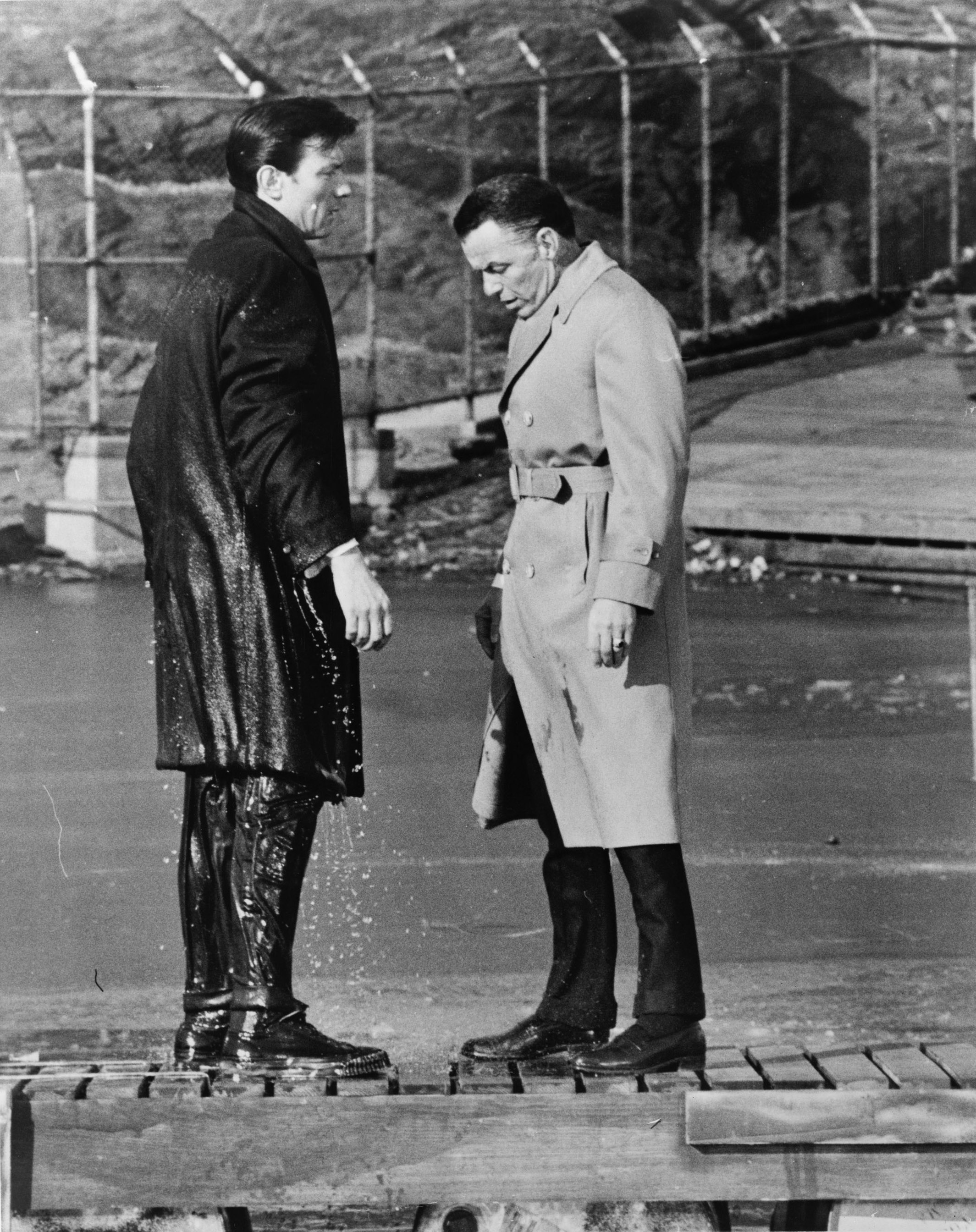
Laurence Harvey och Frank Sinatra vid filminspelningen.

- Frank Sinatra – Maj. Bennett Marco
- Laurence Harvey – Raymond Shaw
- Janet Leigh – Eugenie Rose Chaney
- Angela Lansbury – Mrs. Iselin
- Henry Silva – Chunjin
- James Gregory – Sen. John Yerkes Iselin
- Leslie Parrish – Jocelyn Jordan

## Om filmen
Filmmanuset är baserat på romanen Den manchuriska patiensen från 1959 av Richard Condon. En nyinspelning gjordes 2004, The Manchurian Candidate. Urpremiären var 24 oktober 1962.
Filmen, och romanen den baseras på, kan ses som Condons försök att trumfa över den amerikanska konservatismens antikommunism, som förekom efter andra världskriget (den andra röda faran då många amerikanska liberaler nagelfors som kommunister eller kommunistsympatisörer). I berättelsen är det i själva verket dessa korsfarande konservativa som arbetar för kommunisterna och skadar antikommunismen med sin överdrivna nit.

## Mottagande
Hjärntvättad har 98% positiva recensioner (48 positiva, 1 negativ) på den amerikanska recensionsinsamlingssidan Rotten Tomatoes. Amerikanska Metacritic har samlat in 14 recensioner och ger på basis av dem filmen 94 poäng av 100 (sammanfattat som "allmänt bifall").

### Priser och nomineringar
Filmen var nominerad till två Oscar, bästa kvinnliga biroll (Angela Lansbury) och bästa klippning (Ferris Webster). Angela Lansbury vann en Golden Globe för bästa kvinnliga biroll och John Frankenheimer var nominerad till en Golden Globe för bästa regi.

## Eftermäle
I framför allt USA har filmens originaltitel The Manchurian Candidate ("den manchuriska kandidaten") blivit ett begrepp, främst bland konspirationsteoretiker av olika politiska färger. Man drog paralleller mellan filmen och mordet på John F. Kennedy av kommunisten Lee Harvey Oswald som skedde 22 november 1963, året efter filmpremiären. Richard Condon skrev i en artikel att filmen var "frusen" från visning efter mordet, men det är oklart om detta hade med mordet att göra eller om det var så att det inte fanns någon publik till filmen efter dess normala visningstid. Ett exempel på när det spekulerats om politiker varit "manchuriska kandidater" (hemliga eller hjärntvättade agenter för USA:s fiender) är presidentvalet i USA 2008, då konspirationsteorier av denna art florerade om båda huvudkandidaterna John McCain (krigsfånge hos vietnamesiska kommunister under Vietnamkriget) och Barack Obama (delvis uppväxt och utbildad i det muslimska Indonesien).[källa behövs]